# Dolores O'Riordan
Dolores Mary Eileen O'Riordan (Limerick, 6 de setembro de 1971 — Londres, 15 de janeiro de 2018) foi uma cantora, compositora e musicista irlandesa, vocalista da banda The Cranberries. Foi notada por uma voz mezzo-soprano com tendência ao canto iodelei e um forte sotaque irlandês. Mãe de três filhos, teve ainda um enteado, filho do primeiro casamento de Don Burton, com que se casou em 1994.
O'Riordan nasceu no Condado de Limerick, na Irlanda, em uma família católica de classe trabalhadora. Ela começou a se apresentar como solista no coral de sua igreja antes de sair da escola secundária para se juntar aos Cranberries em 1990. Reconhecida por sua voz "única", ela rapidamente alcançou fama mundial.[carece de fontes?] Durante sua vida, ela lançou sete álbuns de estúdio com os Cranberries, incluindo quatro álbuns número um. Ao longo dos anos, ela contribuiu para o lançamento de Everybody Else Is Doing It, So Why Can't We? (1993), No Need to Argue (1994), To the Faithful Departed (1996), Bury the Hatchet (1999) e Wake Up and Smell the Coffee (2001) antes de fazer uma pausa de seis anos a partir de 2003.
O primeiro álbum solo de O'Riordan, Are You Listening?, foi lançado em maio de 2007 e foi seguido por "No Baggage" em agosto de 2009. Ela se reuniu com os Cranberries no mesmo ano. A banda lançou Roses (2012) e fez uma turnê mundial. Ela também atuou como jurada no programa "The Voice of Ireland" da RTÉ durante a temporada 2013-14. Em abril de 2014, O'Riordan se juntou e começou a gravar novo material com o trio D.A.R.K. Ao longo de sua vida, ela teve que superar desafios pessoais.[carece de fontes?] O'Riordan lutou contra a depressão e a pressão de seu próprio sucesso, sendo diagnosticada com transtorno bipolar em 2015. Posteriormente, lançou seu último álbum com o grupo, "Something Else" (2017).
Dolores morreu afogada devido a intoxicação por álcool, em janeiro de 2018. No ano seguinte, os Cranberries lançaram o álbum indicado ao Grammy, In the End (2019), contendo suas últimas gravações vocais, e se separaram. Com os Cranberries, O'Riordan vendeu mais de 40 milhões de álbuns em todo o mundo durante sua vida; esse total chegou a quase 50 milhões de álbuns em todo o mundo até 2019, excluindo seus álbuns solo. Nos EUA, ela recebeu 14 certificados de álbuns de Platina da Recording Industry Association of America (RIAA), e no Canadá, 10 certificados de Platina. No Reino Unido, ela recebeu cinco certificados de Platina. Ela foi honrada com o prêmio Ivor Novello de Conquista Internacional e nos meses seguintes à sua morte, foi nomeada "A Melhor Artista Feminina de Todos os Tempos" no ranking de músicas alternativas da Billboard.

## Primeiros anos
Dolores Mary Eileen O'Riordan nasceu em 6 de setembro de 1971 em Ballybricken, no Condado de Limerick, Irlanda, a caçula de nove filhos, dois dos quais faleceram na infância. Seu pai, Terence Patrick "Terry" O'Riordan (1937–2011), era trabalhador rural até que um acidente de moto em 1968 o deixou com sequelas cerebrais. Sua mãe, Eileen (née Greensmith), era cozinheira em uma escola. O'Riordan foi criada em uma família católica romana devota, e foi batizada por sua mãe em referência à Senhora das Sete Dores. Ela cresceu na vizinhança da Arquidiocese de Cashel e Emly.
O'Riordan já cantava antes de saber falar. Quando tinha cinco anos, o diretor da escola levou-a para a sexta série, sentou-a na secretária do professor e disse-lhe para cantar para os alunos de doze anos da classe. Começou com música tradicional irlandesa e a tocar o apito de lata irlandês quando ia para a escola Quando tinha sete anos, a sua irmã incendiou acidentalmente a casa; a comunidade rural conseguiu angariar fundos para comprar uma nova propriedade para a família. As experiências formativas de O'Riordan foram como solista litúrgica no coro de uma igreja local e como cantora na escola. A partir dos oito anos, foi abusada sexualmente durante quatro anos por uma pessoa em quem confiava. Aos dez anos, cantava nos bares locais para onde os seus tios a levavam.

## Álbum solo e turnê

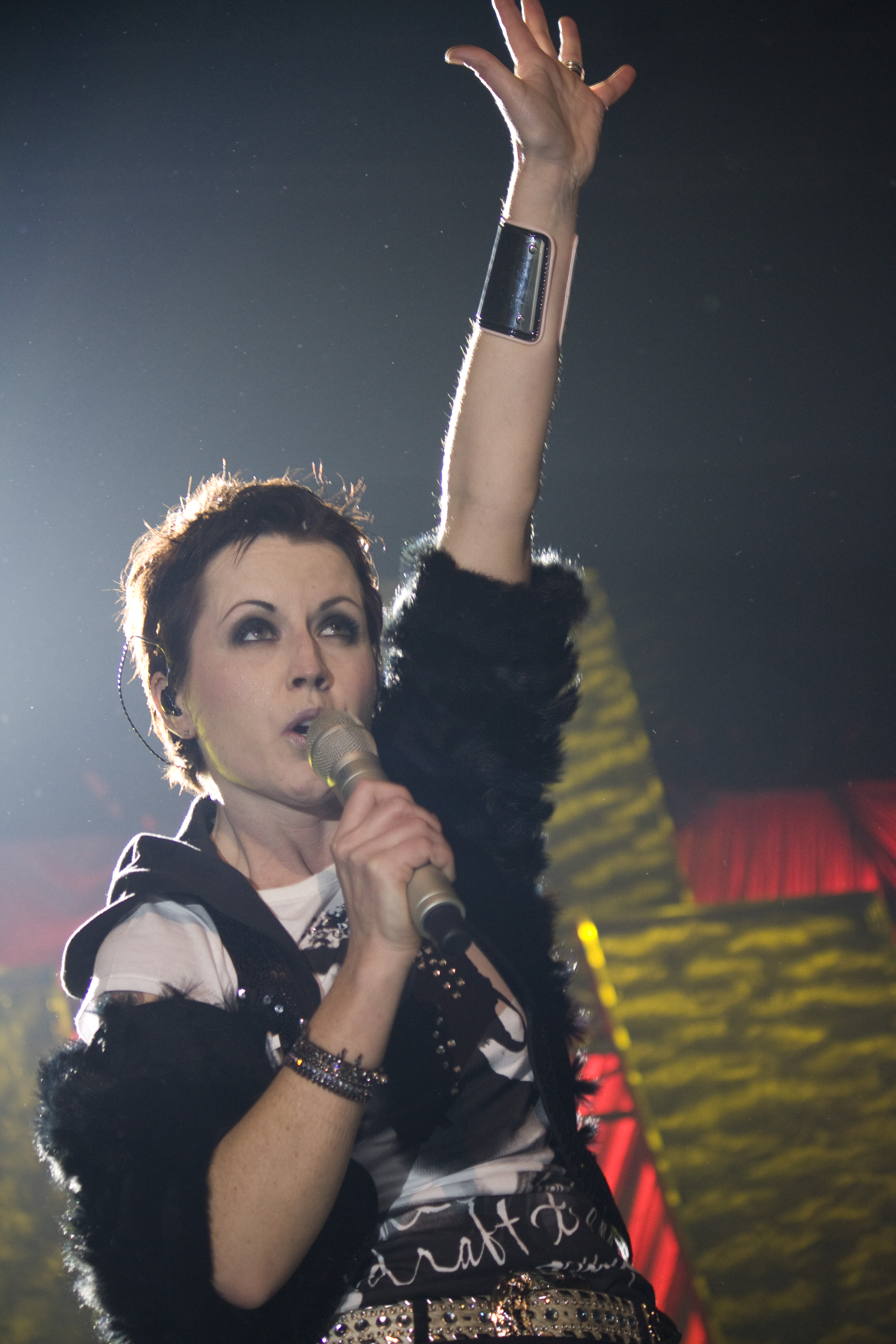
O'Riordan apresentando-se em Barcelona, em 2010

Em março de 2007 lançou o álbum Are You Listening? pela Sanctuary Records atingindo um total de mais de 650 mil cópias ao redor do mundo e ganhando o "European Breaking Borders Award", prêmio concedido pela União Europeia com o intuito de incentivar a produção cultural do continente. O troféu é concedido a dez músicos em ascensão cujo primeiro trabalho tenha tido boas vendas fora do seu país de origem.
Durante o ano de 2007 Dolores saiu em turnê ao redor do mundo, passando principalmente por países onde nunca esteve com o The Cranberries. Utilizando o slogan "A Voz do The Cranberries" Dolores atraiu milhares de pessoas em shows intimistas e em locais de menor capacidade (diferente dos estádios e arenas onde a banda costumava tocar).
Totalizando 71 shows entre turnê e eventos promocionais, Dolores chamou a atenção do público e da crítica por reviver os antigos sucessos do The Cranberries misturados às músicas do seu álbum solo. Com cabelo comprido e ótima forma física a cantora encantou ao demonstrar um vigor extraordinário pulando e correndo no palco além da proximidade com os fãs. Com a maioria dos concertos esgotados o destaque ficou por conta do show em Santiago, Chile, onde o espetáculo foi tão esperado que esgotou os ingressos e deixou centenas de pessoas do lado de fora do Teatro Caupolicán.

## Outros

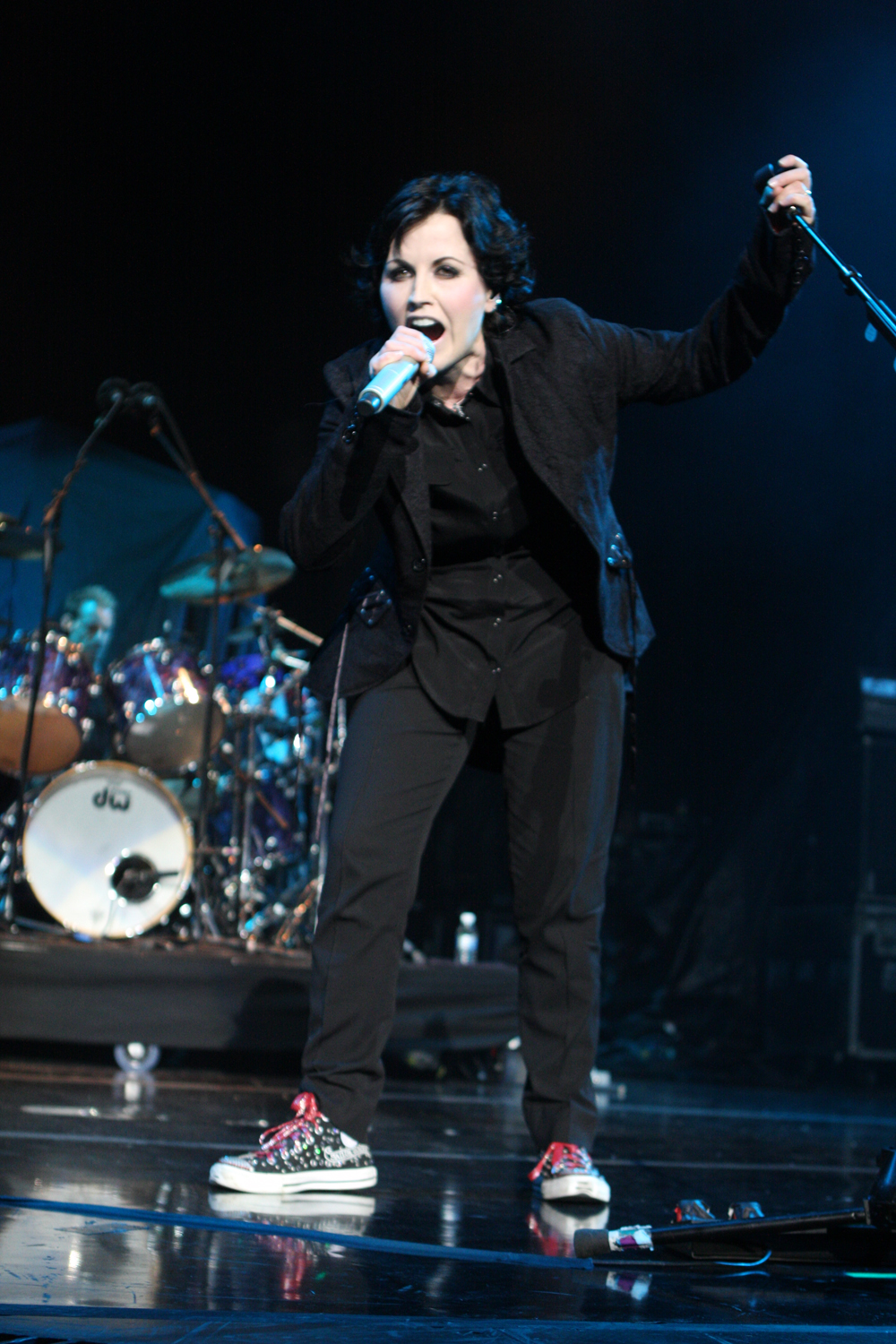
Dolores O'Riordan em Sydney, em 2012

No dia 9 de janeiro de 2009, Dolores foi indicada como Patrono Honorária da University Philosophical Society, do Trinity College em Dublin, Irlanda, título concedido pela instituição às pessoas que buscam divulgar e preservar a cultura irlandesa através da política, economia, literatura, comunicação ou artes. Na ocasião, Dolores concedeu uma entrevista em frente a 300 convidados e, para surpresa dos fãs, tocou com dois de seus antigos companheiros do The Cranberries: Mike e Noel Hogan.

## Morte
Dolores O'Riordan faleceu inesperadamente no dia 15 de janeiro de 2018, aos 46 anos, enquanto estava em Londres, Inglaterra, para uma sessão de gravação. Essa gravação seria para uma versão de sua canção "Zombie" pelo grupo estadunidense Bad Wolves, que acabaria lançando o cover três dias depois da morte de O'Riordan como tributo à cantora. A perícia londrina localizou um frasco de fentanil lacrado no quarto da cantora, o que levantou a hipótese de suicídio ou suposta overdose do analgésico. Porém, a causa real da morte de acordo com o laudo médico só foi revelada no dia do seu 47º aniversário, em 6 de setembro de 2018. Dolores havia consumido uma quantidade grande de bebida alcoólica, sofreu uma intoxicação e morreu afogada na banheira do quarto.
O nível de álcool no corpo da cantora era 330 mg para cada 100 ml de sangue, uma quantidade quatro vezes maior que a permitida legalmente para dirigir nos Estados Unidos. Dolores já havia cancelado a turnê de reunião da banda por problemas de saúde e estava em Londres para sessões de gravação. Ela foi encontrada morta por uma camareira do hotel e quando os paramédicos chegaram, tentaram reanimá-la. No quarto havia, ainda, um maço inteiro de cigarro vazio, cinco minigarrafas de bebidas alcoólicas e uma garrafa inteira de champanhe e embalagens de remédios, entre eles, lorazepam, que tem efeito tranquilizante.
O médico psiquiatra Robert Hirschfield, que havia falado com Dolores pelo telefone no dia 26 dezembro do ano anterior, disse que a cantora estava bem. "Ela não estava bebendo. Estava um pouco triste no Natal, mas sem pensamentos suicidas". Para o legista à frente do caso não havia evidências de que ela tinha intenção de cometer um suicídio. "Isso parece ser somente um terrível acidente", afirmou Shirley Radcliffe.
O presidente da Irlanda, Michael D. Higgins, foi um dos primeiros a prestar homenagem. Outros tributos iniciais vieram de todas as partes do mundo do entretenimento, incluindo Dave Davies (da banda Kinks), o musico Hozier, o apresentador de talk show James Corden e a banda Kodaline. O Primeiro Ministro da Irlanda, Leo Varadkar, também homenageou O'Riordan.
Foi realizado um funeral público em 21 de janeiro, na igreja St. Joseph, em Limerick, onde centenas de fãs da cantora e da banda tiveram a chance de prestar suas últimas homenagens. Em 23 de janeiro, foi a vez de amigos e familiares de Dolores se despedirem da cantora, em uma cerimônia privada. No mesmo dia ocorreu o sepultamento em um cemitério de Ballybricken, ao som da música dos Cranberries "When You're Gone", de 1996.